# Liste der Mitglieder des Consiglio Grande e Generale (16. Legislaturperiode)
Die Liste gibt einen Überblick über alle Abgeordneten des Consiglio Grande e Generale, der Legislative San Marinos, in der 16. Legislaturperiode von 1959 bis 1964.

## Zusammensetzung
Nach den Parlamentswahlen vom 13. September 1959 setzte sich der Consiglio Grande e Generale wie folgt zusammen.
| Mitglied des Consiglio Grande e Generale | geb. | Liste | Listenplatz | Kommentar                                                                                       |
| ---------------------------------------- | ---- | ----- | ----------- | ----------------------------------------------------------------------------------------------- |
| Pietro Amici                             |      | PCS   |             | 1960 Nachrücker für ausgeschlossenen Abgeordneten                                               |
| Enrico Andreoli                          |      | PSS   | 06          | 1960 ausgeschlossen                                                                             |
| Andrea Bacciocchi                        |      | PSS   | 07          |                                                                                                 |
| Umberto Barulli                          | 1921 | PCS   | 02          | 1960 ausgeschlossen                                                                             |
| Marino Benedetto Belluzzi                |      | PDCS  | 03          |                                                                                                 |
| Giuseppe Berardi                         |      | PCS   | 14          |                                                                                                 |
| Eugenio Bernadini                        |      | PCS   |             | 16. März 1960 Nachrücker für Domenico Morganti ausgeschlossen, da er der Vereidigung fern blieb |
| Gian Luigi Berti                         | 1930 | PDCS  | 04          |                                                                                                 |
| Federico Bigi                            | 1920 | PDCS  | 01          |                                                                                                 |
| Agostino Biordi                          |      | PSDIS | 08          |                                                                                                 |
| Giovanni Biordi                          |      | PCS   |             | 11. September 1961 Nachrücker für Matteo Tamagnini ausgeschlossen 5. Dezember 1961              |
| Domenico Bollini                         |      | PDCS  | 17          |                                                                                                 |
| Marino Bologna                           |      | PCS   |             | 11. September 1961 Nachrücker für Aldino Cardinali, der das Amt nicht annahm                    |
| Marino Bugli                             |      | PDCS  | 08          |                                                                                                 |
| Primo Bugli                              |      | PSS   | 03          | 1960 ausgeschlossen                                                                             |
| Ercole Capicchioni                       |      | PCS   | 12          |                                                                                                 |
| Aldino Cardinali                         |      | PCS   |             | 9. August 1961 Nachrücker, nahm das Amt nicht an                                                |
| Alvaro Casali                            |      | PSDIS | 01          |                                                                                                 |
| Ercole Casali                            |      | PSS   | 08          |                                                                                                 |
| Lino Celli                               |      | PCS   | 04          |                                                                                                 |
| Augusto Censoni                          |      | PCS   |             | 1960 Nachrücker für ausgeschlossenen Abgeordneten                                               |
| Celso Conti                              |      | PSS   |             | 1960 Nachrücker für ausgeschlossenen Abgeordneten                                               |
| Sante Conti                              |      | PCS   |             | 5. Dezember 1961 Nachrücker für Giovanni Biordi                                                 |
| Antonio De Biagi                         |      | PSS   |             | 1960 Nachrücker für ausgeschlossenen Abgeordneten                                               |
| Nelson Della Balda                       |      | PDCS  | 20          |                                                                                                 |
| Giuseppe Fabbri                          |      | PCS   | 06          |                                                                                                 |
| Secondo Fiorini                          |      | PCS   | 07          |                                                                                                 |
| Domenico Forcellini                      |      | PSDIS | 02          |                                                                                                 |
| Giuseppe Forcellini                      |      | PSDIS | 05          | 17. September 1960 verstorben                                                                   |
| Giovan Luigi Franciosi                   |      | PDCS  | 18          |                                                                                                 |
| Marino Waldes Franciosi                  |      | PSDIS | 04          | 5. Dezember 1962 Rücktritt                                                                      |
| Vito Frisoni                             |      | PCS   |             | 1960 Nachrücker für ausgeschlossenen Abgeordneten                                               |
| Pio Galassi                              |      | PSS   |             | 17. September 1960 Nachrücker für Giuseppe Forcellini                                           |
| Ermenegildo Gasperoni                    | 1906 | PCS   | 01          | 1960 ausgeschlossen                                                                             |
| Giuseppe Gasperoni                       |      | PDCS  | 21          |                                                                                                 |
| Valerio Gasperoni                        |      | PCS   |             | 1960 Nachrücker für Eugenio Bernardini                                                          |
| Giancarlo Ghironzi                       | 1932 | PDCS  | 10          |                                                                                                 |
| Attilio Giannini                         |      | PSDIS | 07          |                                                                                                 |
| Agostino Giacomini                       |      | PCS   | 08          | 1960 ausgeschlossen                                                                             |
| Gino Giacomini                           |      | PSS   | 01          | 1960 ausgeschlossen                                                                             |
| Remo Giacomini                           |      | PSS   | 02          |                                                                                                 |
| Pietro Giancecchi                        |      | PSDIS | 03          |                                                                                                 |
| Marino Gianni                            |      | PCS   | 13          |                                                                                                 |
| Domenico Giardi                          |      | PDCS  | 26          |                                                                                                 |
| Giovanni Vito Marcucci                   | 1927 | PDCS  | 12          |                                                                                                 |
| Filippo Martelli                         |      | PSS   |             | 1960 Nachrücker für ausgeschlossenen Abgeordneten                                               |
| Federico Micheloni                       |      | PSDIS | 06          |                                                                                                 |
| Simone Michelotti                        |      | PDCS  | 14          |                                                                                                 |
| Luigi Montironi                          |      | PSS   | 05          | 1960 ausgeschlossen                                                                             |
| Stelio Montironi                         |      | PSDIS | 09          |                                                                                                 |
| Antonio Morganti                         |      | PDCS  | 13          |                                                                                                 |
| Domenico Morganti                        |      | PCS   | 03          | 1960 ausgeschlossen                                                                             |
| Giuseppe Moroncelli                      |      | PDCS  | 22          |                                                                                                 |
| Marino Mularoni                          |      | PDCS  | 24          |                                                                                                 |
| Mario Nanni                              |      | PCS   | 05          | 1960 ausgeschlossen                                                                             |
| Gastone Pasolini                         |      | PSS   |             | 1960 Nachrücker für ausgeschlossenen Abgeordneten                                               |
| Vincenzo Pedini                          | 1920 | PCS   | 09          | 1960 ausgeschlossen                                                                             |
| Ferruccio Piva                           |      | PDCS  | 05          |                                                                                                 |
| Eugenio Reffi                            |      | PDCS  | 19          |                                                                                                 |
| Giordano Bruno Reffi                     | 1921 | PSS   | 04          |                                                                                                 |
| Giuseppe Reffi                           |      | PCS   |             | 5. Dezember 1962 Nachrücker für Marino Waldes Franciosi                                         |
| Pietro Reffi                             | 1927 | PDCS  | 07          |                                                                                                 |
| Giuseppe Renzi                           |      | PCS   |             | 1960 Nachrücker für ausgeschlossenen Abgeordneten, blieb der Vereidigung fern                   |
| Giovanni Zaccaria Savoretti              |      | PDCS  | 02          |                                                                                                 |
| Vincenzo Selva                           |      | PDCS  | 15          |                                                                                                 |
| Giuseppe Stacchini                       |      | PDCS  | 27          |                                                                                                 |
| Giuseppe Stefanelli                      |      | PCS   | 15          |                                                                                                 |
| Leonida Suzzi Valli                      |      | PDCS  | 06          |                                                                                                 |
| Matteo Tamagnini                         |      | PCS   | 10          | 9. August 1961 Rücktritt                                                                        |
| Italo Tomassini                          |      | PDCS  | 23          |                                                                                                 |
| Giuseppe Tonelli                         |      | PSS   |             | 1960 Nachrücker für ausgeschlossenen Abgeordneten                                               |
| Antonio Valli                            |      | PDCS  | 16          |                                                                                                 |
| Francesco Valli                          |      | PDCS  | 09          |                                                                                                 |
| Gino Vanucci                             |      | PDCS  | 11          |                                                                                                 |
| Antonio Zafferani                        |      | PDCS  | 25          |                                                                                                 |
| Ivo Zafferani                            |      | PCS   | 11          |                                                                                                 |
| Luigi Zafferani                          |      | PCS   | 16          |                                                                                                 |

## Abkürzungen
- PCS: Partito Comunista Sammarinese
- PDCS: Partito Democratico Cristiano Sammarinese
- PSDIS: Partito Socialista Democratico Independente Sammarinese
- PSS: Partito Socialista Sammarinese